# Железничка станица Водањ
Железничка станица Водањ је једна од железничких станица на прузи Београд—Пожаревац. Налази се насељу Водањ у граду Смедереву. Пруга се наставља у једном смеру ка Коларима и другом према Умчарима. Железничка станица Водањ се састоји из 4 колосека. 